# إيدلين
كان موقع إيدلين عبارة عن نظام إدارة مجتمع تعليمي تستخدمه العديد من المدارس لتنظيم المدرسة والصف. فقد قدم الموقع دعمًا على مستوى الولاية و المدرسة والصفوف الدراسية للمسؤولين وأولياء الأمور والمعلمين والطلاب من رياض الأطفال حتى الصف الثاني عشر .
ذكر موقع الشركة على الإنترنت أن خدمتها كانت تستخدم من قبل المدارس في جميع الولايات الأمريكية الخمسين وظهرت في منشورات مثل نيوزويك .  استحوذت الشركة على المنتجات التنافسية التي تم إنشاؤها سابقًا من برمجيات جاكسون، وصانعي جرايد كويك، وبرمجيات أوربس، صانعي إيزي جرايد برو.

## الاستخدام
تم استخدام موقع إيدلين في العديد من المدارس التي تهدف إلى الحصول على صفوف وواجبات منزلية إلكترونية، وبالتالي خفض التكاليف.  يمكن للمدرس / المعلم تحميل مواد مثل الاختبارات القادمة والمشاريع والواجبات المنزلية والتوقعات الصفّية وتقارير التقدم. وقد ساعد موقع الويب الآباء بشكل أساسي في معرفة ما إذا كان الطلاب قد فاتتهم أي واجبات منزلية.و يمكن للآباء أو الطلاب إرسال بريد إلكتروني إلى المعلمين إذا كانت هناك حاجة إلى أي نوع من المساعدة.  ربما قامت المدارس المختلفة بتحميل كميات متفاوتة من البيانات والمعلومات، اعتمادًا على أولوية المعلم ومتطلبات المدرسة.   على سبيل المثال، كان من الممكن استخدامه كموقع ويب مصاحب لإرشادات الصفوف الدراسية أو الكتب المدرسية.  و يمكن أن يكون أيضًا بمثابة منصة للصفوف عبر الإنترنت حيث من الممكن للطلاب التعلم عن بُعد، لا سيما من منازلهم.  عمل إيدلين مع التقنيات الناشئة الأخرى ويمكن إثبات ذلك بالطريقة التي تستخدمها المدارس مع الشبكات الاجتماعية والتطبيقات مثل تطبيقات جوجل التعليمية. 
في عام 2009 ، استحوذت الأرخبيل للتعلم على حصة أقلية في إيدلين كجزء من استحواذها على أسهم شركاء شركة بروفيدنس . 
في أكتوبر 2011 ، اندمجت إيدلين مع بلاك بورد .
في يوليو 2012 ، أعلنت شركة إيدلين عن تغيير علامتها التجارية لتصبح تعهدات بلاك بورد . 
خلال العام الدراسي 2014-2015 ، بدأت بعض المناطق التعليمية في جميع أنحاء البلاد في استبدال إيدلين بأدوات أخرى مماثلة مثل جوجل كلاس روم وسكولوجي وسكاي واردز و بلس بورتال .     
في 31 ديسمبر 2018 ، تم إيقاف موقع إيدلين. 